# 秋田県道157号追分停車場線
秋田県道157号追分停車場線（あきてけんどう157ごう おいわけていしゃじょうせん）は、秋田県秋田市金足追分地内を通る一般県道である。

## 概要
秋田市金足追分のJR奥羽本線・男鹿線 追分駅から国道7号に至る超短距離路線である。

### 路線データ
- 総延長：152 m[2]
- 実延長 : 152 m[2]
- 起点：秋田市金足追分字海老穴257番[3]（追分駅）北緯39度48分35.2秒 東経140度3分26.5秒
- 終点：秋田市金足追分字海老穴266番[3]（追分駅入口交差点、国道7号交点）北緯39度48分33.8秒 東経140度3分20.1秒
- 未供用区間 : なし[2]

## 歴史
- 1959年（昭和34年）2月17日 - 秋田県道に認定される[3]。

## 路線状況

### 冬期閉鎖区間
- なし[4]

### 交通不能区間
- なし[5]

## 地理

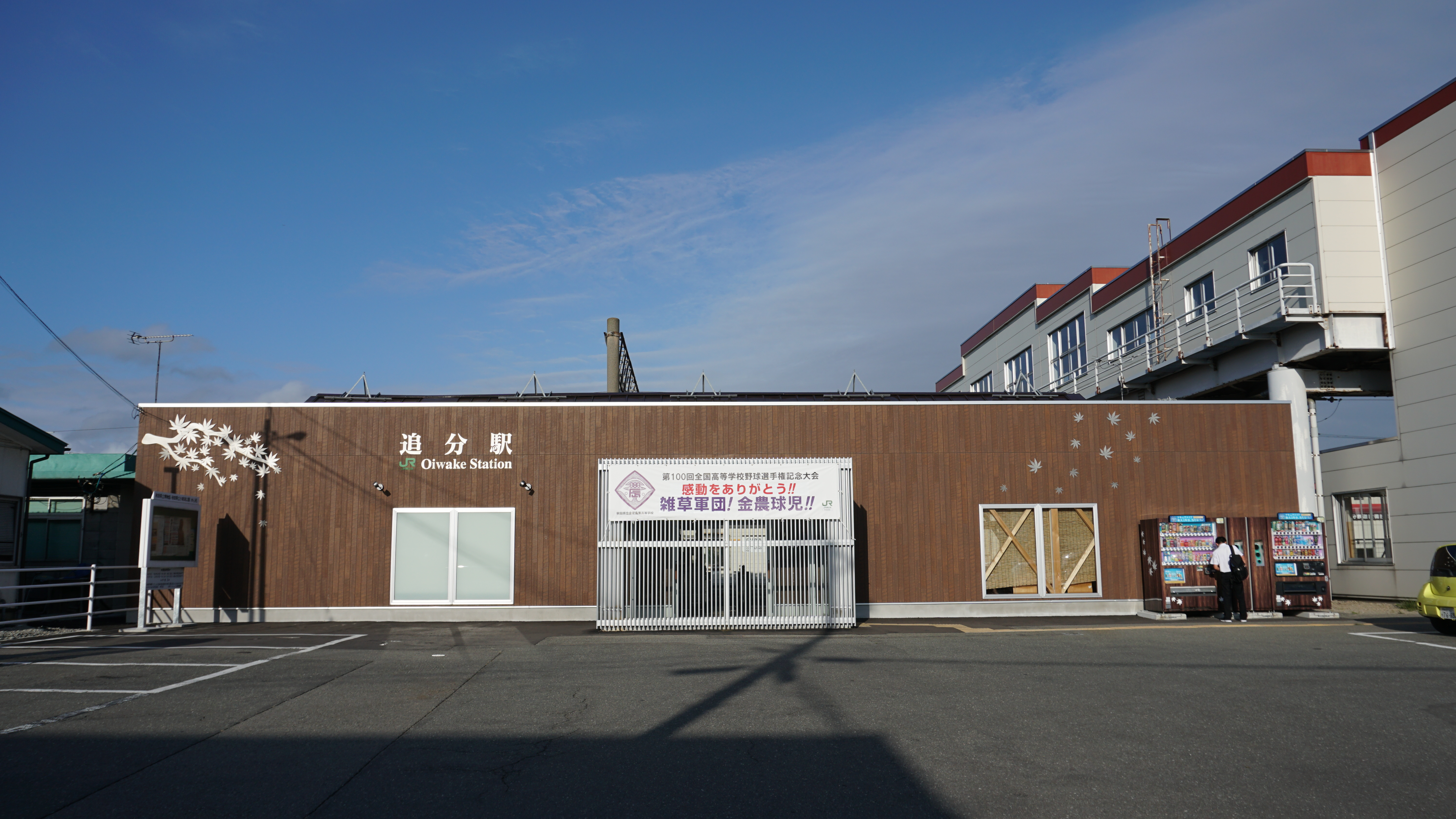
起点・追分駅

### 交差する道路
| 施設名           | 接続路線名 | 備考 | 所在地                 |
| ---------------- | ---------- | ---- | ---------------------- |
| 追分駅前         |            | 起点 | 秋田市金足追分字海老穴 |
| 追分駅入口交差点 | 国道7号    | 終点 | 秋田市金足追分字海老穴 |

### 沿線の施設
- JR奥羽本線・男鹿線 追分駅
- 新あきた農業協同組合追分支店